# Шустр, Андрей
Андрей Шустр (чеш. Andrej Šustr; род. 29 ноября 1990, Пльзень) — чешский хоккеист, защитник. В настоящее время является игроком финского клуба «Таппара», выступающего в СМ-Лиига.

## Биография
Воспитанник пльзеньского хоккея. В молодёжных первенствах Чехии выступал за команды «Пльзень» и «Дукла» (Йиглава). Профессиональную карьеру начал в клубе третьей чешской лиги «Рокицани», отыграл 2 матча в сезоне 2008/09. В том же сезоне переехал в США, где выступал за клубы североамериканских лиг «Кенай Ривер Браун Беарз» и «Янгстаун Фантомс». С 2010 по 2013 год выступал за команду Небрасского университета в Омахе. За 3 сезона в студенческой лиге провёл 111 матчей, набрал 51 очко (15 шайб + 36 передач).
21 марта 2013 года подписал контракт новичка с клубом «Тампа-Бэй Лайтнинг», а уже 29 марта дебютировал в НХЛ в матче против «Нью-Джерси Девилз». Большую часть сезона отыграл в АХЛ за клуб «Сиракьюз Кранч», в составе клуба стал финалистом кубка Колдера. Первую шайбу в НХЛ забросил 5 апреля 2014 года в ворота Кари Лехтонена в матче против команды «Даллас Старз». 7 июля 2014 года «Лайтнинг» объявили о продлении контракта в одностороннем формате ещё на один год. 16 февраля 2015 года провёл свой сотый матч в НХЛ против клуба «Лос-Анджелес Кингз». 30 марта получил травму и выбыл на 2 недели. Вернулся как раз к плей-офф, где и забросил первую шайбу в карьере в играх на выбывание в НХЛ в ворота «Детройта». 30 июля переподписал контракт с клубом ещё на два года. После окончания контракта с «Тампой» перешёл в клуб «Анахайм Дакс». Сезон в «Анахайме» у Шустра не получился: за «уток» он сыграл всего 5 игр, в основном выступал в АХЛ за «Сан-Диего Галлс». После окончания сезона 2018/19 Шустр не получил предложений от клубов НХЛ. Всего в НХЛ сыграл с учётом плей-офф 370 матчей, набрал 68 очков (12 шайб + 56 передач). В АХЛ — 77 матчей, 17 очков (5 шайб + 12 передач).
В начале июня 2019 года подписал контракт с китайским клубом «Куньлунь Ред Стар». В КХЛ за 2 сезона провёл 99 матчей, набрал 13 очков (0+13).
Осенью 2016 года впервые был призван под знамёна сборной команды Чехии для выступления в кубке мира. В 2021 принял участие в чемпионате мира. Всего за сборную Чехии сыграл 26 матчей, набрал 5 очков (3 шайбы + 2 передачи).